# ديفيد كريستيان (مؤرخ)
ديفيد كريستيان (بالإنجليزية: David Christian)‏ هو مؤرخ أمريكي، ولد في 30 يونيو 1946 في بروكلين في الولايات المتحدة.